# Municipio de Bradley (condado de Ouachita)
El municipio de Bradley (en inglés: Bradley Township) es un municipio ubicado en el condado de Ouachita en el estado estadounidense de Arkansas. En el año 2010 tenía una población de 2119 habitantes y una densidad poblacional de 23,27 personas por km².

## Geografía
El municipio de Bradley se encuentra ubicado en las coordenadas 33°35′27″N 92°45′57″O / 33.59083, -92.76583. Según la Oficina del Censo de los Estados Unidos, el municipio tiene una superficie total de 91.06 km², de la cual 89.5 km² corresponden a tierra firme y (1.72%) 1.56 km² es agua.

## Demografía
Según el censo de 2010, había 2119 personas residiendo en el municipio de Bradley. La densidad de población era de 23,27 hab./km². De los 2119 habitantes, el municipio de Bradley estaba compuesto por el 80.37% blancos, el 16.71% eran afroamericanos, el 0.28% eran amerindios, el 0.19% eran asiáticos, el 0.05% eran isleños del Pacífico, el 0.76% eran de otras razas y el 1.65% pertenecían a dos o más razas. Del total de la población el 2.17% eran hispanos o latinos de cualquier raza.